# Sasha Mitchell
Sasha Mitchell (* 27. Juli 1967 in Los Angeles, Kalifornien) ist ein US-amerikanischer Schauspieler.
Mitchell begann seine Karriere als Model und arbeitete unter anderem seit 1985 mit dem Fotografen Bruce Weber an mehreren Kampagnen für Calvin Klein.
Nach Gastauftritten in Serien wie St. Elsewhere und Pleasures kam Sasha Mitchell erstmals 1989 durch die Rolle des James Richard Beaumont in der Serie Dallas zu größerer Bekanntheit. Zwei Jahre später, nach dem Ende der Serie, nahm er eine Nebenrolle in der populären Sitcom Eine starke Familie an, in der er erneut einen Neffen von Patrick Duffy spielte. Außerdem spielte Mitchell in diversen Martial-Arts-Filmen mit.
1996 beschuldigte ihn seine Frau der Ausübung häuslicher Gewalt. Mitchell war infolgedessen gezwungen, die von Disney produzierte Sitcom zu verlassen und zog sich bis 2000 aus dem Filmgeschäft zurück. Er ging an die Öffentlichkeit, um über die Anschuldigungen seiner Frau zu sprechen. Seine Frau sei psychisch instabil, und Mitchell erhielt vor Gericht das alleinige Sorgerecht für die vier gemeinsamen Kinder. Die Kinder darf Mitchells Frau nur unter Aufsicht sehen.
Zwischen 2002 und 2005 absolvierte Mitchell einige Auftritte in den Fernsehserien Emergency Room, JAG und NYPD Blue.

## Filmografie (Auswahl)
- 1986: Chefarzt Dr. Westphall (St. Elsewhere, Fernsehserie, Folge 5x04)
- 1987: Helden USA (Death Before Dishonor)
- 1988: Brooklyn Kid
- 1989–1991: Dallas (Fernsehserie, 39 Folgen)
- 1989: Flitterwochen auf Hawaii (Parent Trap: Hawaiian Honeymoon)
- 1991: Kickboxer 2 – Der Champ kehrt zurück (Kickboxer 2: The Road Back)
- 1991–1998: Eine starke Familie (Step by Step, Fernsehserie, 110 Folgen)
- 1992: Karate Tiger 6 – Entscheidung in Rio (Kickboxer 3: The Art of War)
- 1994: Kickboxer 4 – The Aggressor
- 1994: Class of 1999 II
- 2001: Gangland L.A. (Gangland)
- 2001: Slammed!
- 2002: JAG – Im Auftrag der Ehre (JAG, Fernsehserie, Folge 7x19)
- 2004–2005: Emergency Room – Die Notaufnahme (ER, Fernsehserie, 4 Folgen)
- 2005: New York Cops – NYPD Blue (NYPD Blue, Fernsehserie, Folge 12x13)
- 2010: The Sword and the Sorcerer 2
- 2015: Love You Both
- 2016: The Chemist
- 2017: Drunk Parents